# Бент Єнсен
Бент Єнсен (дан. Bent Jensen, нар. 6 червня 1947, Оденсе) — данський футболіст, що грав на позиції нападника, зокрема за ahfywepmrsq «Бордо», а також національну збірну Данії.

## Клубна кар'єра
У дорослому футболі дебютував 1964 року виступами за команду «Болдклуббен 1913», в якій провів п'ять сезонів. 
1969 року забивного нападника запросив до своїх лав французький «Бордо», кольори якого данець захищав протягом наступних трьох років. За цей час відзначився 29-ма голами у 87 іграх місцевої першості.
Із 1972 року протягом сезону грав у ФРН за «Айнтрахт» (Брауншвейг), де гравцем основного складу вже не був, після чого на два роки перебрався до Австрії, де захищав кольори «Аустрії» (Клагенфурт).
Завершував ігрову кар'єру на батьківщині, в рідному «Болдклуббен 1913», де виступав протягом 1975–1978 років.

## Виступи за збірну
1968 року дебютував в офіційних матчах у складі національної збірної Данії.
Загалом протягом п'ятирічної кар'єри у національній команді провів у її формі 20 матчів, забивши 13 голів.